# Gustav Gerneth
Gustav Gerneth, né le 15 octobre 1905 à Stettin, dans l'Empire allemand, et mort le 21 octobre 2019 à 114 ans et 6 jours, est un supercentenaire allemand et un vétéran de la Seconde Guerre mondiale. À sa mort, il était le huitième homme à atteindre les 114 ans, et était le plus vieil allemand confirmé à avoir jamais vécu. Cependant, sa date de naissance n'a pas été vérifiée par le Gerontology Research Group.

## Biographie
Gustav Gerneth naît à Szczecin, en Poméranie, alors connu sous le nom de Stettin, en 1905. Il aspire à devenir machiniste et complète les années requises pour ses études dans une compagnie de transport pour obtenir son brevet en 1924. Il travaille par la suite pendant plusieurs années dans le domaine du transport maritime au large et en eaux intérieures, notamment sur le Havel. Il rencontre en 1930 sa future épouse, qu'il marie l'année même. Ils ont ensemble trois fils, nés dans les années 1930. Lorsque leurs enfants atteignent l'âge d'aller à l'école, le couple déménage dans sa ville natale. Il y travaille alors comme mécanicien aéronautique. Il participe à la Seconde Guerre mondiale, pendant laquelle il est fait prisonnier par les Soviétiques, avant d'être libéré en 1947. Il travaille de 1948 jusqu'à sa retraite en 1972 dans une usine à gaz d'Havelberg.
Sa femme Charlotte meurt en 1988, et ses trois fils dans les années 2010, tandis qu'une de ses petites-filles meurt d'une maladie grave,. Il vit alors tout seul dans son appartement d'Havelberg, près de Stendal. Au jour de son 109e anniversaire, il vivait encore seul, mais avec une certaine aide de gens de la famille. À son 112e anniversaire, une de ses petites filles dit qu'il est encore en bonne forme et aime regarder le football. Il mentionne que le secret à sa longévité est : « J'ai toujours bien vécu et bien mangé. Pas de régime. Toujours du beurre, pas de la margarine. Dans ma vie, je n'ai pas touché à une cigarette et je n'ai bu de l'alcool que pour fêter ça. »
En 2016, il devient l'homme le plus âgé d'Allemagne, et en 2017, la personne d'origine allemande la plus vieille du moment. La même année, il bat le record de longévité masculine en Allemagne, précédemment détenu par Hermann Dörnemann (1893-2005). Le 12 octobre 2018, il devient la personne la plus âgée du pays et est la troisième personne allemande la plus vieille de tous les temps, n'étant battu que par Augusta Holtz (1871-1986) et Charlotte Benkner (nl) (1889-2004). À la mort de Masazou Nonaka, il est prétendant au titre de doyen masculin de l'humanité pour le Livre Guinness des records. Il meurt dans son sommeil dans la nuit du 21 au 22 octobre 2019, dans son domicile d'Havelberg,.